# 法律効果
法律効果（ほうりつこうか）とは、具体的な事実が法律要件を充足することによって生じる、法規範が定める法的な効果である。

## 法律効果の形式・形態

### 通説
私法の実体法上の法律効果は、権利・義務の「発生」「変更」「消滅」という形式をとると考えるのが、通説的な理解である。
法律効果を権利・義務の「取得」「喪失」という形式で表現することもある。
それは権利帰属主体の側から権利・義務の「発生」「消滅」を捉えたものと考えられる。

### 通説と異なる説
法律効果を「発生」「変更」「消滅」という形式ではなく、「発生」「障害」「消滅」等という形式をとると考えるものもある。このように、法律効果に「障害」という形式を含ませるのは、証明責任の分配という裁判規範上の観念を法規範の法律効果に内在させてしまっており、それは法規範を裁判規範としてしか捉えていないか、若しくは実体法上の法規範が行為規範・裁判規範の重層構造から成ると解しているとしても、法規範の裁判規範としての側面を強調しすぎるきらいがある。法規範は行為規範でも裁判規範でもあり、行為規範と裁判規範とが重層的に実体法を形成していると考えるのが現在の通説的な理解であるため、この異説を支持する見解の側には、何故裁判規範としての側面が強調されなければならないのかという点について、説得的な説明が要求されることになる。

## 行政法における法律効果
法的効果または法効果は、行政法における主に行政庁と私人との間における法律効果の別称である。例えば、申請において、私人が自己の利益を請求する意思表示行為をしてそれに行政庁が応じる行為という法律要件によって、私人に或(あ)る権利・義務が与えられた場合、一定の法律効果が生じている。しかしながら、法令に基づかない場合のもののような、法律効果の生じない単なる申出は申請とは見做(な)されない。申請の場合だけに限らず行政行為におけるその有無は取消訴訟の要件の一つである。